# Granada (Lara)
Granada è una celebre canzone in lingua spagnola scritta nel 1932 dal compositore messicano Agustín Lara.  La prima interpretazione fu quella del tenore messicano Pedro Vargas, soprannominato il "Tenore delle Americhe".
Del brano, interpretato in seguito da numerosi altri cantanti, sono stati fatti diversi adattamenti, nei più svariati stili musicali e in varie lingue.

## Testo
Il brano si compone di 35 versi.
Il testo parla della città andalusa di Granada, descritta come "terra da me sognata" (tierra soñada por mí), con i suoi tori e le sue belle donne.

## Versioni discografiche varie
(in ordine alfabetico):
- Al Bano (1979)
- Juan Arvizu (1932)
- Baccara
- Andrea Bocelli (2008)
- Alfie Boe (2007)
- Vikki Carr (1964)
- José Carreras
- Björn Casapietra (2007)
- Néstor Mesta Cháyres
- Franco Corelli
- Roberto Costi (2007)
- Barry Crocker
- Bing Crosby
- Mario Del Monaco (1974)
- Paco de Lucía
- Plácido Domingo
- Dionigi D'Ostuni (2012)
- Juan Diego Flórez
- Connie Francis (1960)
- Mario Frangoulis  (2006)
- Nunzio Gallo (1955)
- Filippa Giordano (2011)
- Eydie Gorme e l'orchestra di Don Costa (1961)
- Katherine Jenkins (2006)
- Ben E. King
- Alfredo Kraus
- Frankie Laine (1954)
- Mario Lanza (1954)
- Trini López (1963)
- Helmut Lotti (1995)
- Los Machucambos (1963)
- Paul Mauriat (1968)
- Tony Mottola (1962)
- Jorge Negrete
- Luciano Pavarotti
- Giacomo Rondinella
- John Serry
- Doc Severinsen (1962)
- Frank Sinatra
- Javier Solís
- Đimi Stanić (1964)
- Vico Torriani (1953)
- Tre Tenori
- Caterina Valente (1956)
- Gabriele Vanorio (1954)
- Claudio Villa (1957)
- Mark Vincent (2010)
- Il Volo (2012)
- Hugo Winterhalter (1959)
- Fritz Wunderlich (1965)

## Il brano nel cinema e nelle fiction
- Il brano è stato inserito nel film del 2005, diretto da Roberto Benigni, La tigre e la neve.[3]